# Fay-de-Bretagne
Fay-de-Bretagne (bretonsko Faouell) je naselje in občina v francoskem departmaju Loire-Atlantique regije Loire. Leta 2012 je naselje imelo 3.386 prebivalcev.

## Geografija
Kraj leži v pokrajini Bretaniji 25 km severozahodno od Nantesa.

## Uprava
Občina Fay-de-Bretagne skupaj s sosednjimi občinami La Chapelle-sur-Erdre, Grandchamps-des-Fontaines, Sucé-sur-Erdre, Treillières in Vigneux-de-Bretagne sestavlja kanton La Chapelle-sur-Erdre; slednji se nahaja v okrožju Châteaubriant.

## Zanimivosti
- neogotska cerkev sv. Martina iz konca 19. stoletja,
- kapela sv. Magdalene, la Madelaine
- kapela sv. Apolinarija, la Violaye,
- rimski most
- veliki križ, Le Grand-Mérimont,
- spomenik padlim v prvi in drugi svetovni vojni,
- dirkališče Circuit de Loire-Atlantique, zgrajeno leta 1992 za potrebe tovarne Venturi Automobiles, danes služi predvsem kot poligon varne vožnje.